# Glamping
Glamping (et portmanteau af "glamourøs camping") er en rejseform, der kombinerer det naturlige og eventyrlige ved camping med komforten og luksusen fra moderne bekvemmeligheder. 
Det er en populær trend inden for rejseverdenen, der giver rejsende mulighed for at opleve naturen på en behagelig og sofistikeret måde.

## Historie
Selvom glamping som begreb først blev populært for nylig, har mennesker i århundreder forsøgt at finde måder at kombinere udendørsoplevelser med mere bekvemme overnatningsmuligheder. Aristokrater og eventyrere fra fortiden tilpassede ofte deres lejre for at opnå større komfort under udendørs ekspeditioner.
På det seneste er interessen for glamping støt vokset i takt med en stigende efterspørgsel efter unikke og mindeværdige rejseoplevelser. Rejsende, der ønsker at komme tættere på naturen uden at skulle ofre komforten, har taget glamping til sig som en ideel løsning.

## Koncept
Glamping er kendetegnet ved dets fokus på at skabe en luksuriøs og indbydende atmosfære midt i naturen. Hvor traditionel camping ofte kræver, at rejsende selv sætter telt op og klargør sovepladsen, er glamping anderledes. På glamping-destinationer er alt forberedt på forhånd, så rejsende kan ankomme og straks nyde deres ophold.
Overnatningsmuligheder inden for glamping varierer, men de omfatter ofte smukt designede og veludstyrede telte, træhuse, jurter, tipier, igloer og andre unikke boligformer. Fælles for dem alle er, at rejsende ikke selv behøver at bekymre sig om opsætning og klargøring. I stedet kan de slappe af og straks begynde at nyde det omgivende landskab.
Glampingtelte er ofte rummelige og indrettet med komfortable senge, luksuriøse sengetøj og hyggelige møbler. Nogle glampingsteder tilbyder også privat badeværelse og bruserum for at sikre et højt niveau af bekvemmelighed midt i naturen.
Glamping-oplevelsen kan variere fra sted til sted. Nogle glampingdestinationer er beliggende i afsides og uberørte naturområder, hvor rejsende kan nyde stilheden og skønheden i naturen. Andre er integreret i eksisterende ferieresorts og tilbyder en blanding af luksus og naturoplevelser.
Formålet med glamping er at tilbyde rejsende mulighed for at komme tættere på naturen uden at gå på kompromis med komforten. Det giver en balance mellem at kunne nyde det eventyrlige og naturlige ved camping, samtidig med at man kan slappe af og føle sig forkælet i om